# بورتاش (آلاباما)
بورتاش (به انگلیسی: Boar Tush) یک منطقهٔ مسکونی در ایالات متحده آمریکا است که در شهرستان وینستون، آلاباما واقع شده‌است. بورتاش ۶۹۴٫۰۴ متر بالاتر از سطح دریا واقع شده‌است.